# Sant Joan nou de Colinos
Sant Joan nou de Colinos és una ermita del poble de Beraní, dins de l'antic terme municipal de  Rialb, a la comarca del Pallars Sobirà. És a 900 metres al sud-sud-oest del poble de Beraní, en el Serrat de Colinos, a l'esquerra del barranc del Bosc Reial. És a prop de l'església a la qual va substituir, Sant Joan de Colinos.